# ジョゼ・クレイトン
ジョゼ・クレイトン（José Cláyton Menezes Ribeiro、1974年3月21日 - ）は、チュニジアの元サッカー選手。元チュニジア代表。ポジションはディフェンダー。

## 来歴
1998年5月にチュニジア代表デビュー。翌月の1998 FIFAワールドカップでは2試合に出場した。2002 FIFAワールドカップにも出場した。2004年にはアフリカネイションズカップで大会初優勝を果たした。アテネオリンピックにオーバーエイジ枠で出場、1得点を決めた。2006年までに39試合に出場、4得点をあげた。

## 代表歴

### 出場大会
- チュニジア代表
  - 1998 FIFAワールドカップ
  - 2002 FIFAワールドカップ

### 試合数
- 国際Aマッチ 39試合 4得点（1998年-2006年）[1]

| チュニジア代表 | 国際Aマッチ | 国際Aマッチ |
| 年             | 出場        | 得点        |
| -------------- | ----------- | ----------- |
| 1998           | 6           | 0           |
| 1999           | 1           | 0           |
| 2000           | 3           | 0           |
| 2001           | 1           | 0           |
| 2002           | 3           | 0           |
| 2003           | 5           | 0           |
| 2004           | 7           | 1           |
| 2005           | 8           | 3           |
| 2006           | 5           | 0           |
| 通算           | 39          | 4           |